# 韓江
韓江（かんこう、簡体字: 韩江、拼音: Hán Jiāng）は、中華人民共和国の広東省東部を流れ南シナ海に注ぐ大きな川。かつて潮州府が管轄した地方（現在の掲陽市、汕頭市、潮州市、および梅州市の大埔県、豊順県）の母なる川である。また、広東省では珠江に次ぎ大きな水系である。全長は410km。
韓江の上流は江西省南部（贛南）・福建省西部（閩西）・広東省東部（粤東）が交わる山岳地帯（南嶺山脈）で、三つの大きな支流がある。広東省河源市紫金県の白山崬に発する梅江（305km）、福建省西部の寧化県に発する汀江（328km）、福建省西部の平和県に発する梅潭河（137km）である。三支流は大埔県の三河壩鎮で合流し、韓江となる。下流は潮州市より先で三角州を形成し、汕頭市で海に入る。
かつては員水、悪渓、鰐渓などと呼ばれたが、宋代以降に韓江となった。韓江という名は、潮州刺史として左遷された唐代の詩人・政治家の韓愈が、この地のためにワニを退治し学校を興し、土木工事を行い奴隷を解放するなど多くの貢献をしたことを、当地方の民衆が記念して名づけたとされる。

## 韓江水系の支流
- 梅江
  - 大柘河
  - 富石水
  - 差干河
  - 寧江
- 汀江
- 梅潭河